# Зелена Діброва (Вараський район)
Зеле́на Дібро́ва (до 1987 року — Кана́ва)— село у Зарічненській громаді Вараського району Рівненської області України.
Населення станом на 1 січня 2007 року становить 174 осіб.

## Географія
Через село тече річка Канава, права притока Стиру.
В селі є сільський клуб, фельдшерсько-акушерський пункт,озеро Біле
Село на мапі Генерального Штабу СРСР 1978 року (названо Вовчиці).

## Населення
За переписом населення 2001 року в селі мешкало 165 осіб, 100 % населення вказали своєї рідною мовою українську мову.